# Dinilysia
Dinilysia patagonica – wymarły gatunek węża żyjący na terenach dzisiejszej Argentyny w piętrze koniaku (późna kreda). Prawdopodobnie naziemny drapieżnik, żyjący w suchym środowisku. Jak u współczesnych węży, budowa kości szczęki i żuchwy zapewniała ich elastyczność (choć nie do tego stopnia, co u zaawansowanych ewolucyjnie węży z grupy Caenophidia). Jej dokładna pozycja systematyczna pozostaje przedmiotem sporów.

## Dinilysia w mediach
BBC na stronie internetowej serialu paradokumentalnego Wędrówki z dinozaurami z 1999 roku potwierdziła, że to Dinilysia była wężem, który pojawił się w odcinku Śmierć dynastii; wąż obserwował zabawę dwóch młodych tyranozaurów. Dinilysia została "zagrana" przez współczesnego boa dusiciela. W rzeczywistości nie ma dowodów, że ten wąż żył w Ameryce Północnej, gdzie toczy się akcja odcinka. Poza tym jego akcja toczy się w piętrze mastrychtu, podczas gdy Dinilysia żyła ok. 20 milionów lat wcześniej.